# سوروگا-کو، نیگاتا
سوروگا-کو (به لاتین: Suruga-ku) یک منطقهٔ مسکونی در ژاپن است که در شیزوئوکا واقع شده‌است. سوروگا-کو ۷۲٫۸۹ کیلومتر مربع مساحت و ۲۱۳٬۵۰۹ نفر جمعیت دارد.